# Strážkovice (Malé Svatoňovice)
Strážkovice je vesnice, část obce Malé Svatoňovice v okrese Trutnov. Nachází se asi 2 km na východ od Malých Svatoňovic. V roce 2009 zde bylo evidováno 65 adres. V roce 2001 zde trvale žilo 111 obyvatel.
Strážkovice leží v katastrálním území Strážkovice v Podkrkonoší o rozloze 1,78 km2.

## Historie
První písemná zmínka o obci pochází z roku 1654.

## Pamětihodnosti
- Venkovský dům čp. 51